# Westerkappeln
Westerkappeln là một đô thị ở huyện Steinfurt, trong Nordrhein-Westfalen, Đức. Đô thị này tọa lạc khoảng 15 km về phía tây bắc của Osnabrück.